# Agapet

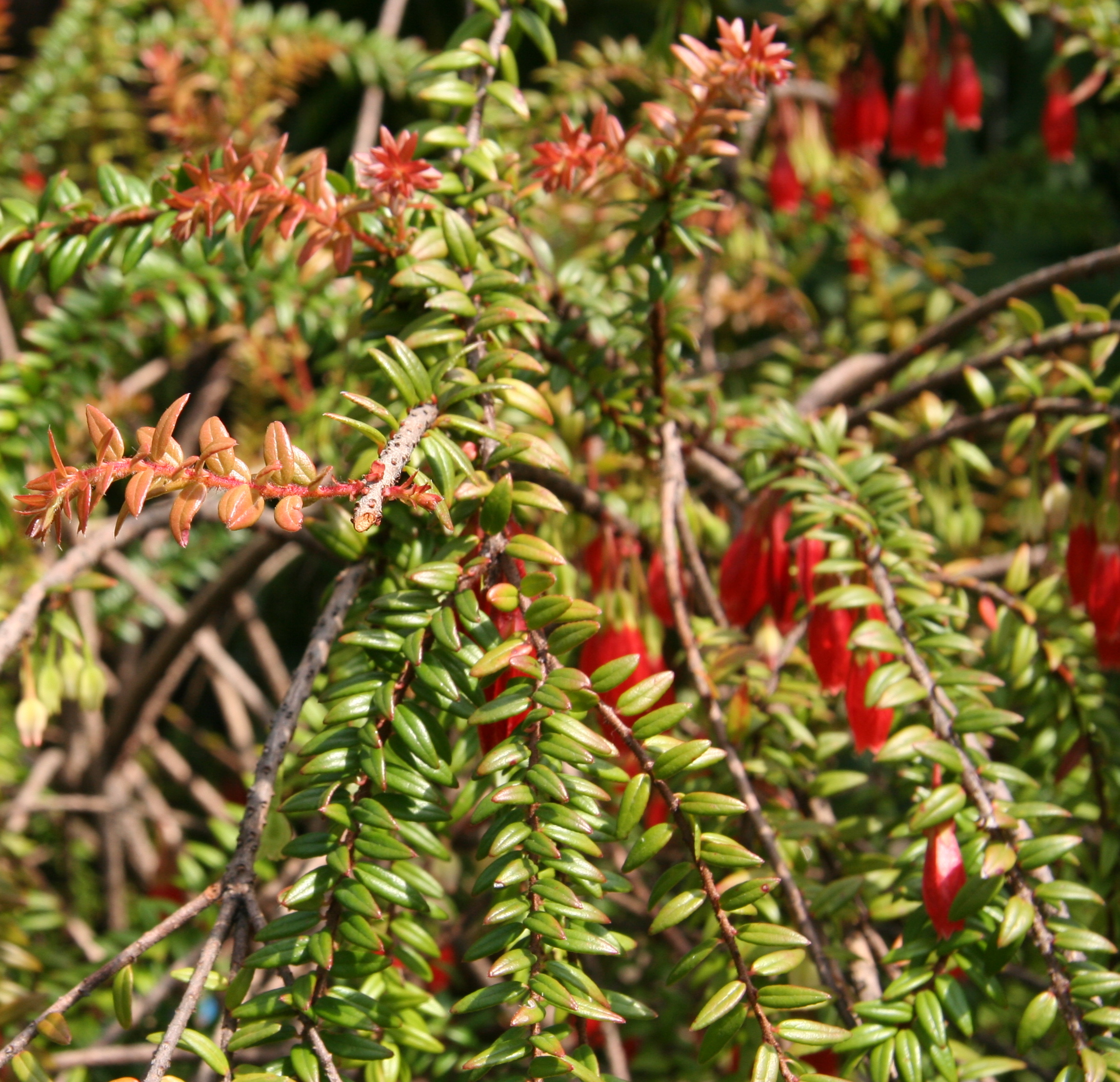
Agapetes serpens

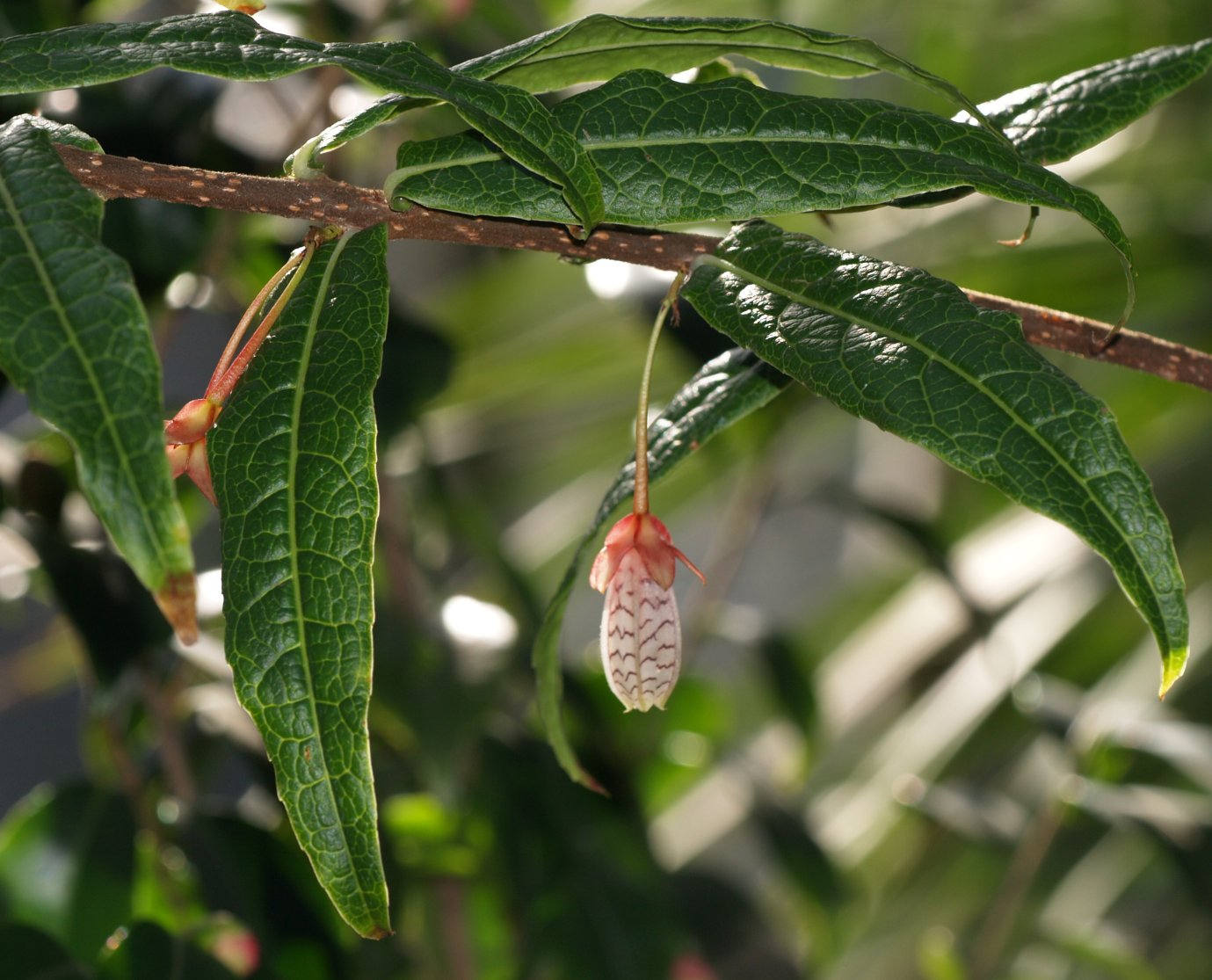
Agapetes incurvata

Agapet (Agapetes) – rodzaj roślin z rodziny wrzosowatych (Ericaceae). Obejmuje ok. 150 gatunków występujących w południowej Azji, na wyspach zachodniego Oceanu Spokojnego i w Queensland w Australii. 
W Indiach liście niektórych gatunków wykorzystywane są do zaparzania herbaty. Niektóre gatunki i odmiany uprawne, także mieszańcowego pochodzenia, uprawiane są jako ozdobne w łagodnym klimacie i w szklarniach.

## Morfologia
PokrójEpifityczne, zimozielone krzewy, rzadko niskie drzewa o zgrubiałej szyi korzeniowej, nierzadko są to rośliny pnące. Pędy często szczecinkowato owłosione.
LiścieSkrętoległe, czasem pozornie naprzeciwległe lub w okółkach, krótkoogonkowe lub siedzące. Blaszka liściowa całobrzega lub piłkowana, często skórzasta.
KwiatyPromieniste, 5-krotne, pojedyncze lub zebrane w groniaste lub wiązkowe kwiatostany. Kielich 5-kanciasty, czasem oskrzydlony, z 5 głęboko wciętymi działkami. Korona rurkowata, rzadziej kulista lub dzwonkowata, często dłuższa niż 1 cm. Czerwona, rzadko biała lub żółta, czasem z ciemniejszym wzorem. Pręcików 10. Zalążnia dolna, z licznymi zalążkami. Na szczycie słupka bardzo drobne znamię.
OwoceJagoda kulista lub czasem owoc niemal suchy, otulony trwałymi działkami kielicha. Nasiona liczne.

## Systematyka
Pozycja systematyczna
Rodzaj z plemienia Vaccinieae z podrodziny Vaccinioideae należącej do rodziny wrzosowatych (Ericaceae) z rzędu wrzosowców (Ericales) w obrębie dwuliściennych właściwych. Analizy filogenetyczne wskazują na zagnieżdżenie tego rodzaju w obrębie rodzaju borówka Vaccinium.
Wykaz gatunków
- Agapetes aborensis Airy Shaw
- Agapetes acuminata (Wall.) D.Don ex G.Don
- Agapetes acuminatissimum (Miq.) Nied.
- Agapetes adenobotrys Airy Shaw
- Agapetes affinis (Griff.) Airy Shaw
- Agapetes alberti-edwardii Sleumer
- Agapetes amblyornidis Becc.
- Agapetes angulata (Griff.) Hook.f.
- Agapetes angustifolia (Knagg) Airy Shaw
- Agapetes anonyma Airy Shaw
- Agapetes arunachalensis D.Banik & Sanjappa
- Agapetes atrosanguinea Airy Shaw
- Agapetes auriculata (Griff.) Benth. & Hook.f.
- Agapetes beccariana Koord.
- Agapetes bhutanica N.P.Balakr. & Sud.Chowdhury
- Agapetes borii Airy Shaw
- Agapetes brachypoda Airy Shaw
- Agapetes bracteata Hook.f. ex C.B.Clarke
- Agapetes brandisiana W.E.Evans
- Agapetes brassii Sleumer
- Agapetes brevicuspis Sleumer
- Agapetes burmanica W.E.Evans
- Agapetes buxifolia Nutt. ex Hook.f.
- Agapetes camelliifolia S.H.Huang
- Agapetes campanulata C.B.Clarke
- Agapetes carrii Sleumer
- Agapetes cauliflora Merr.
- Agapetes chapaensis Dop
- Agapetes ciliata S.H.Huang
- Agapetes costata C.H.Wright
- Agapetes dalaiensis D.Banik & Sanjappa
- Agapetes discolor C.B.Clarke
- Agapetes dispar Airy Shaw
- Agapetes epacridea Airy Shaw
- Agapetes fasciculiflora Airy Shaw
- Agapetes filicicola Sleumer
- Agapetes flava (Hook.f.) Sleumer
- Agapetes forbesii F.Muell.
- Agapetes forrestii W.E.Evans
- Agapetes glabra C.B.Clarke
- Agapetes graciliflora R.C.Fang
- Agapetes grandiflora Benth. & Hook.f.
- Agapetes griffithii C.B.Clarke
- Agapetes guangxiensis D.Fang
- Agapetes haemantha Airy Shaw
- Agapetes helenae (F.Muell.) F.Muell.
- Agapetes hillii Brandis
- Agapetes hookeri (C.B.Clarke) Sleumer
- Agapetes hosseana Diels
- Agapetes hyalocheilos Airy Shaw
- Agapetes incurvata (Griff.) Sleumer
- Agapetes inopinata Airy Shaw
- Agapetes interdicta (Hand.-Mazz.) Sleumer
- Agapetes intermedia (J.J.Sm.) Becc. ex J.J.Sm.
- Agapetes kanjilali Das
- Agapetes kingdonis Airy Shaw
- Agapetes kudukii Veldkamp
- Agapetes lacei Craib
- Agapetes leiocarpa S.H.Huang
- Agapetes leptantha (Miq.) Nied.
- Agapetes leucocarpa S.H.Huang
- Agapetes linearifolia C.B.Clarke
- Agapetes listeri (King ex C.B.Clarke) Sleumer
- Agapetes lobbii C.B.Clarke
- Agapetes loranthiflora D.Don ex G.Don
- Agapetes macrantha (Hook.) Benth. & Hook.f.
- Agapetes macrophylla C.B.Clarke
- Agapetes macrostemon C.B.Clarke
- Agapetes malipoensis S.H.Huang
- Agapetes manipurensis Watt ex Brandis
- Agapetes mannii Hemsl.
- Agapetes marginata Dunn
- Agapetes medogensis S.H.Huang
- Agapetes megacarpa W.W.Sm.
- Agapetes meiniana F.Muell.
- Agapetes meliphagidum Becc.
- Agapetes merrilliana (Hayata) Nakai
- Agapetes microphylla Jungh.
- Agapetes miniata (Griff.) Benth. & Hook.f.
- Agapetes miranda Airy Shaw
- Agapetes mitrarioides Hook.f. ex C.B.Clarke
- Agapetes mondangensis H.Li
- Agapetes moorei Hemsl.
- Agapetes moorhousiana F.Muell.
- Agapetes muscorum Airy Shaw
- Agapetes myzomelae Becc.
- Agapetes nana (Griff.) Benth. & Hook.f.
- Agapetes neocaledonica Guillaumin
- Agapetes neriifolia (King & Prain) Airy Shaw
- Agapetes nutans Dunn
- Agapetes nuttallii C.B.Clarke
- Agapetes oblonga Craib
- Agapetes obovata (Wight) Benth. & Hook.f.
- Agapetes obtusata Sleumer
- Agapetes odontocera (Wight) Benth. & Hook.f.
- Agapetes pachyacme Airy Shaw
- Agapetes parishii C.B.Clarke
- Agapetes pensilis Airy Shaw
- Agapetes pilifera Hook.f. ex C.B.Clarke
- Agapetes polyantha (Miq.) Nied.
- Agapetes pottingeri Prain
- Agapetes praeclara Marquand
- Agapetes praestigiosa Airy Shaw
- Agapetes prainiana Koord.
- Agapetes prostrata P.F.Stevens
- Agapetes pseudogriffithii Airy Shaw
- Agapetes pubiflora Airy Shaw
- Agapetes pyrolifolia Airy Shaw
- Agapetes queenslandica Domin
- Agapetes refracta Airy Shaw
- Agapetes rosea Jungh.
- Agapetes rubrobracteata R.C.Fang & S.H.Huang
- Agapetes rubrocalyx Sleumer
- Agapetes rubropedicellata P.F.Stevens
- Agapetes rugosus (Hook.f.) Harid. & R.R.Rao
- Agapetes salicifolia C.B.Clarke
- Agapetes saligna (Hook.f.) Benth. & Hook.f.
- Agapetes saxicola Craib ex Kerr
- Agapetes sclerophylla Sleumer
- Agapetes scortechinii (King & Gamble) Sleumer
- Agapetes serpens (Wight) Sleumer
- Agapetes setigera (Wall.) D.Don ex G.Don
- Agapetes shungolensis P.F.Stevens
- Agapetes siangensis D.Banik & Sanjappa
- Agapetes sikkimensis Airy Shaw
- Agapetes similis Airy Shaw
- Agapetes sleumeriana P.F.Stevens
- Agapetes smithiana Sleumer
- Agapetes spissa Airy Shaw
- Agapetes spissiformis Airy Shaw
- Agapetes subansirica G.D.Pal & Thoth.
- Agapetes subcordata Merr.
- Agapetes subsessilifolia S.H.Huang, H.Sun & Z.K.Zhou
- Agapetes subvinacea Airy Shaw
- Agapetes thailandica Watthana
- Agapetes toppinii Airy Shaw
- Agapetes trianguli Airy Shaw
- Agapetes variegata (Roxb.) D.Don ex G.Don
- Agapetes velutina Guillaumin
- Agapetes vernayana Merr.
- Agapetes viridiflora (Schltr.) Sleumer
- Agapetes vitiensis (Seem.) Benth. & Hook.f. ex Drake
- Agapetes vitis-idaea Sleumer
- Agapetes vonroemeri Koord.
- Agapetes wardii W.W.Sm.
- Agapetes wrightiana Koord.
- Agapetes xizangensis S.H.Huang